# 2013-as grönlandi választások
A grönlandi parlament 2013-as választásait 2013. március 12-én tartották.  A választásokon a Siumut szerezte a legtöbb szavazatot. A Siumut párt azonban csak 14 helyet szerzett meg a 31-ből, a kormányalakításhoz viszont 16 hely szükséges. A választások után így a Siumut az Inuit Párttal és az Atassut (Szolidaritás) párttal lépett koalícióra.

## Eredmények
| Párt                         | Szavazatok | %     | Helyek száma | Változás (+/-) |
| ---------------------------- | ---------- | ----- | ------------ | -------------- |
| Siumut                       | 12910      | 43.22 | 14           | +5             |
| Inuit Ataqatigiit            | 10374      | 34.73 | 11           | –3             |
| Atassut                      | 2454       | 8.21  | 2            | –1             |
| Inuit Párt                   | 1930       | 6.46  | 2            | New            |
| Demokraták                   | 1870       | 6.26  | 2            | –2             |
| Kattusseqatigiit             | 326        | 1.09  | 0            | –1             |
| Függetlenek                  | 9          | 0.03  | 0            | –              |
| Egyéb pártok                 | 263        | –     | –            | –              |
| Összesen                     | 30136      | 100   | 31           | 0              |
| Választásra jogosultak száma | 40613      | 74.20 | –            | –              |

## A választások után
A választásokon a Siumut szerezte a legtöbb szavazatot, ami azonban csak 14 helyhez volt elég a 31-ből, a kormányalakításhoz viszont 16 hely szükséges. A választások után így a Siumut az Inuit Párttal és az Atassut (Szolidaritás) párttal lépett koalícióra. A nagykoalíciós kormánynak így összesen 18 hellyel rendelkezett a 31-ből. A miniszterelnök ezek után Aleqa Hammond lett, aki Grönland első női miniszterelnöke. Hammond azonban 2014-ben sikkasztási botrányba keveredett és lemondani kényszerült.